# Mandir Shikharbaddha

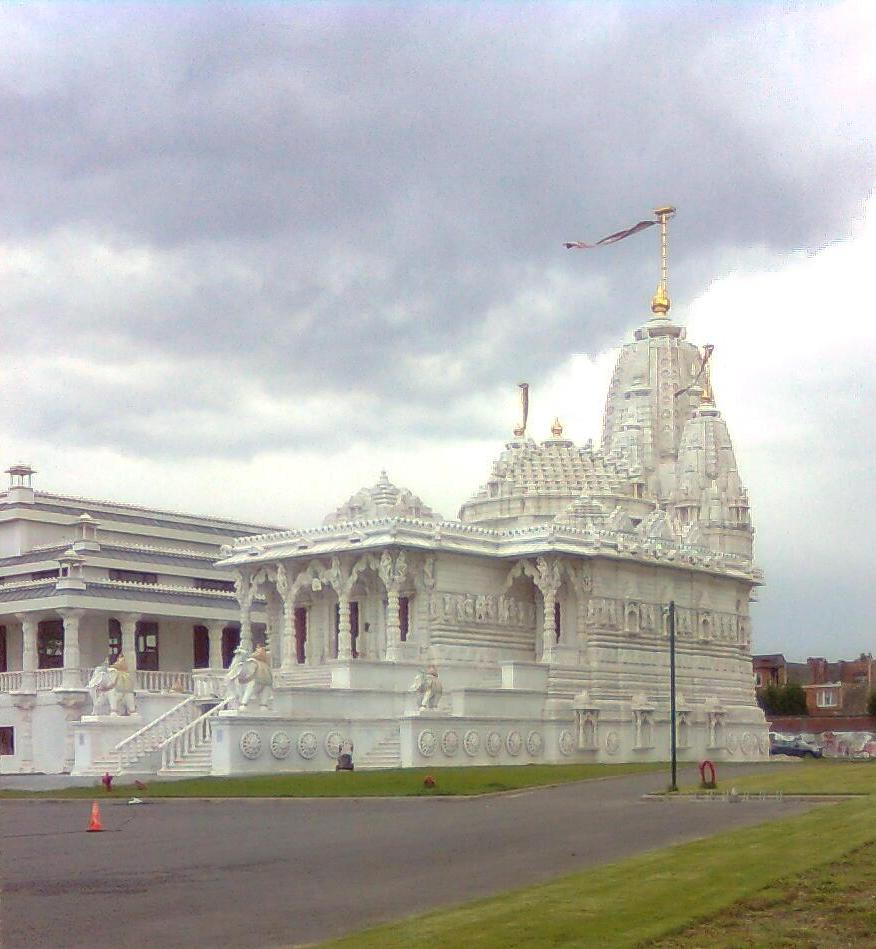
Mandir Jaïn d'Anvers

Un mandir shikharbaddha est un lieu de culte traditionnel hindou ou jaïn, présentant généralement une architecture caractérisée par des superstructures avec des tours, des pinacles et des dômes, la plupart du temps réalisé en pierre ou en marbre sculpté. Bien que de tels temples soient courants dans de diverses branches de l'hindouisme, l'utilisation du terme mandir shikharbaddha pour décrire ces temples est plus souvent rencontrée dans la branche Swaminarayan de l'hindouisme, ainsi que dans le jaïnisme. L'architecture opposée à celle d'un temple shikharbaddha est un temple sans tour shikhara, c'est-à-dire avec un toit plat.

## Définition
Un mandir est un temple hindou, jaïn ou bouddhiste. Le terme shikharbaddha est composé du mot sanscrit shikhara, qui signifie "sommet de la montagne", et baddha, qui signifie "lié". Ainsi, un temple shikharbaddha fait référence à un type de mandir orné d'un pinacle au sommet de son sanctuaire sacré, qui le fait paraître comme une montagne qui culmine.

## Objectifs et signification
Les mandirs Shikharbaddha abritent les images sacrées de la divinité dans les sanctuaires centraux, devenant ainsi un espace sacré et un lieu de culte où les hindous viennent prier, adorer, méditer et offrir leur dévotion à la divinité.
Les temples de Shikharbaddh servent non seulement de lieux de culte traditionnels, mais remplissent également des fonctions importantes dans les sphères sociales et culturelles de la vie hindoue en Inde. George Michell, spécialiste de l'archéologie et de l'architecture indiennes, a observé : « Le temple est l'expression artistique la plus caractéristique de l'hindouisme, constituant un point central à la fois pour la vie sociale et spirituelle de la communauté qu'il dessert. »
Des mandirs traditionnels shikharbaddha ont également été construits hors du sous-continent indien, et permettent aux membres de la diaspora hindoue de se connecter et de célébrer leur héritage culturel et spirituel.

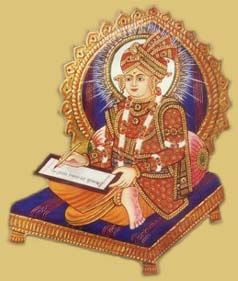
Swaminarayan écrivant les Shikshapatri.

Swaminarayan, qui a consacré six mandirs shikharbaddha dans le Gujarat, entre 1822 et 1828, a décrit la quintuple signification de ces temples : 
- En premier lieu, les mandirs servaient de lieu saint pour offrir un culte, construits et consacrés selon les écritures hindoues.
- Compte tenu de leur caractère sacré, ils étaient également des lieux idéaux pour célébrer des fêtes hindoues et accomplir des rituels religieux.
- Les Mandirs servaient également de lieu de rassemblement
- les temples servaient à l'instruction spirituelle, ainsi que de centres d'étude du sanskrit, des écritures et des arts de dévotion.
- Enfin, les mandirs servaient de base à des services caritatifs, puisque les aumônes, les médicaments et les vêtements étaient offerts par les fidèles aux nécessiteux[5].

## Structure et symbolisme
Les Shilpa Shāstras, textes sacrés hindous prescrivent les canons de l'architecture traditionnelle. Ils racontent comment la structure d'un mandir shikharbaddha représente symboliquement le corps de Purusha, ou l'Homme Cosmique. Le mandir est construit selon la disposition du Vastu Purusha Mandala, qui est un plan métaphysique représentant la cosmologie védique incarnée. Depuis les fondations du mandir jusqu'à ses drapeaux (dvajā) flottant au sommet des pinacles (shikhar), chaque élément extérieur majeur symbolise des parties de la forme de la divinité Purusha. Les murtis enchâssés incarnent l'âme de la structure. Cela donne lieu à certaines règles d'étiquette pour les fidèles, comme le fait de retirer ses chaussures pour entrer dans un temple.

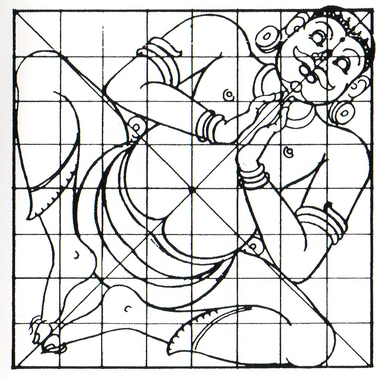
Purusha, l'homme cosmique

La structure du temple reflète également des nuances profondément enracinées dans des aspirations spirituelles à l’illumination. Ainsi, le sommet (shikhar), dont la formé évoque une montagne, symbolise l'aspiration à l'élévation.
L'érudit Raymond Williams décrit les dômes et les flèches comme servant à « rappeler aux fidèles que dans le lieu sacré de la résidence des dieux, le plan entre le terrestre et le divin est rompu. Il leur est ainsi rappelé que le but de leur visite est de faciliter leur propre ascension spirituelle. Un profane a fait remarquer que les temples sont construits en forme de sommet de montagnes, les plus hautes flèches suggérant le monde du ciel ; une touche d’infini est apportée au monde ordinaire. ».
Le sanctuaire intérieur ( garbhagruha ), où réside la Divinité, sert d'embryon métaphorique au temple ; en conséquence, on dit que les fidèles atteignent une nouvelle vie spirituelle en venant y prier.

## Coutumes et rituels
Bien que ces mandirs puissent différer dans les rituels quotidiens, certaines coutumes et pratiques sont relativement courantes parmi les divers courants hindous.
De nombreux temples exécutent cinq ārtis tout au long de la journée. Le moment de chaque ārti correspond aux rituels entourant les murtis sacrées, ou images du Dieu, qui sont préservées dans le mandir.
- Le premier ārti, ou manglā ārti, est exécuté avant le lever du soleil.
- Le shangārārti est exécuté une fois que les murtis ont été parés de vêtements.
- Le rājbhog ārti est exécuté à midi, lorsque les murtis se voient offrir de la nourriture.
- Au crépuscule, le sandhyā ārti est exécuté.
- Le dernier arti de la journée, shayan arti, est exécuté avant que les murtis ne se reposent pour la nuit.

Les Artis, ainsi que d'autres rituels, dans un mandir shikharbaddha, sont exécutés par des sādhus ; dans d'autres types de mandirs, les pujari laïcs remplissent généralement de tels rôles.
La plupart des mandirs comprennent également des cloches ( ghanta), à l'intérieur ou à proximité du sanctuaire central, que les fidèles doivent faire tinter en entrant. Les fidèles sonnent le ghanta, comme une invocation à la divinité, avant de commencer la prière. Les cloches servent également à annoncer le début de l'ārti . On les utilise aussi au cours de la cérémonie de l'ārti elle-même.
Le fidèle peut se rendre dans d'autres endroits du complexe, là où se trouvent les murtis des divinités.

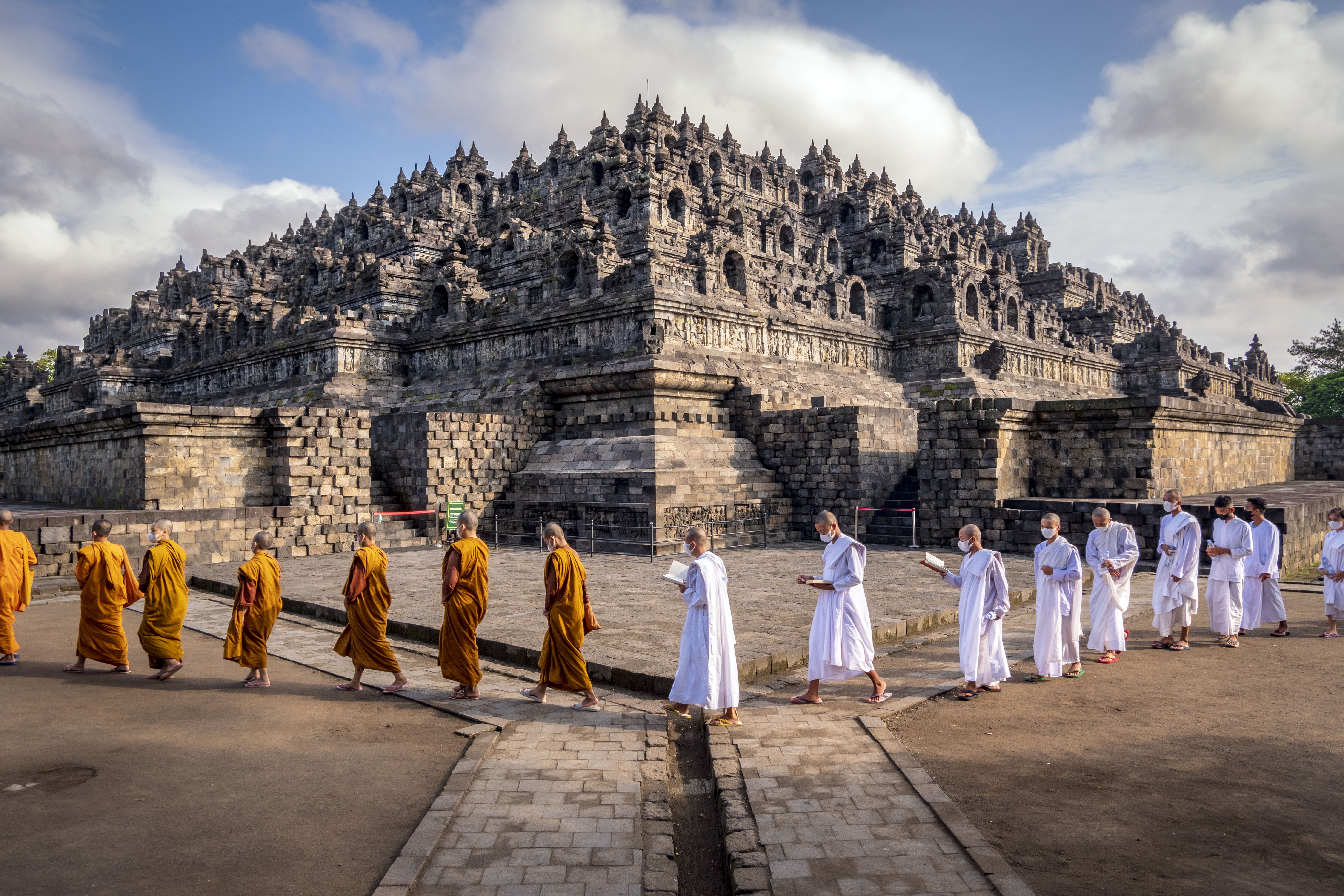
Procession Pradaksina

À l'occasion d'une visite au mandir, les fidèles exécutent la pradakshina, faisant le tour d'un ou plusieurs sanctuaires, tout en observant les murtis dans l'enceinte sacrée.
Certains fidèles restent dans le mandir pour entendre le kathā, la lecture d'un extrait des écritures sacrées, ou entendre un discours religieux donné par un ascète ou un maître de maison savant.
Les plus grands temples, dont de nombreux mandirs shikharbaddha, disposent de salles de réunion dédiées à ces discours. Si la foule est trop nombreuse pour la salle, comme lors des jours de festival importants, l'espace ouvert de la cour est souvent utilisé.
Le rituel marquant de tout shikharbaddha mandir est le prána pratishthá, une cérémonie sacrée, au cours de laquelle les murtis sont consacrés et la Divinité est invoquée au travers de son image. Les écritures hindoues précisent que seul « celui dans lequel chaque organe Paramátma réside pleinement, ce pur Mahapurush est éligible pour accomplir le prâna pratishthã, car c'est lui seul qui peut invoquer le Paramatma dans son cœur dans le murti ». En conséquence, les gourous ou les sadhus seniors sont souvent sollicités pour exécuter les rituels pratishthá, et inaugurer les mandirs shikharbaddha.

## Mandirs shikharbaddha notables

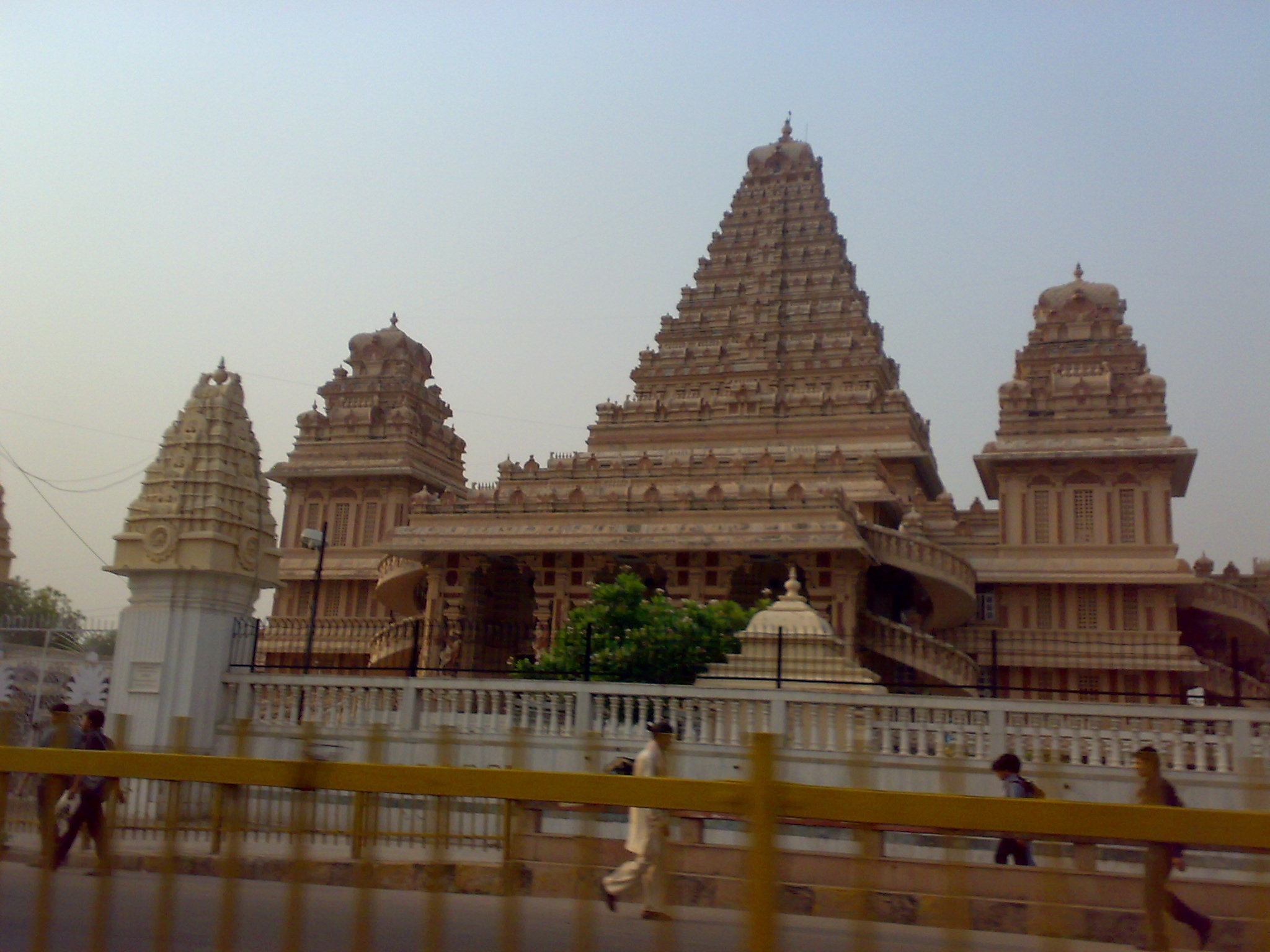
Mandir de Chhatarpur, Delhi, Inde

Le mandir Somnath du Gujarat est considéré comme l'un des douze sanctuaires jyotirlinga du Seigneur Shiva et son histoire remonte au plus profond du temps. Le temple Chhatarpur de Delhi comprend l'un des plus grands complexes de temples hindous en Inde. De nombreux mandirs traditionnels shikharbaddha ont également été construits en dehors, comme aux États-Unis.
Le Jain Center de Leicester est également un mandir shikharbaddha remarquable. Son idole principale est celle du Seigneur Shantinatha. Ce temple est le premier au monde à accueillir à la fois les sectes Digambara et Śvētāmbara. Il fut également le premier temple jaïn consacré du monde occidental.

## Mandirs Shikharbaddha et tradition Swaminarayan
Dans la tradition Swaminarayan, « la construction de mandirs est restée un moyen important d'exprimer et de promouvoir l'upasana Swaminarayan ».
Depuis l'époque de Swaminarayan, des groupes de fidèles priaient chez eux face à de petits sanctuaires familiaux appelés ghar mandirs. Lorsque les familles avaient besoin de se rassembler, elles construisaient des hari mandirs, des bâtiments généralement simples, souvent convertis à partir d'un entrepôt, qui accueillaient des rituels simplifiés, ne requérant pas de sadhus comme pujaris.
À mesure que la communauté des fidèles grandissait et pouvait supporter les dépenses, les fidèles construisirent des mandirs shikharbaddha en signe de dévotion ; les six premiers mandirs shikharbadhha ont été construits par Swaminarayan lui-même. Le spécialiste Hanna Kim explique : « Le mandir en pierre sculptée, en d'autres termes, révèle de la manière la plus concrète, l'engagement dévotionnel des satsangis envers les enseignements Swaminarayan et leur détermination à diriger leurs ressources vers sa réalisation. »
Dans l'organisation Swaminarayan, les temples sont construits grâce aux nombreuses contributions volontaires, considérées comme l'expression du dévouement des fidèles. Hanna Kim note : « De la collecte de fonds au polissage final de la pierre, des milliers de satsangis ont volontairement contribué aux projets du mandir comme moyen grâce auquel se cultiver pour devenir l'image du dévot idéal, celui dont le comportement est mimétiquement lié à celui-ci. L'aspirant Guru est donc dans un état constant de service à Bhagwan. Comme le racontent les satsangis, cette posture de service et de sacrifice prescrite par la dévotion, comme l'illustre le Guru, incite leur engagement à parrainer et à construire des mandirs shikharbaddha en un temps record, allant de seize mois à un peu plus de deux ans. »
Les complexes Shikharbaddha englobent également de nombreuses structures associées. Les Sadhus, officiant dans le temple, habitent généralement dans des résidences situées au sein des complexes. Une caractéristique notable des temples Swaminarayan sont les maisons d'hôtes (dharmashalas) destinées visiteurs. Raymond Williams observe : « L'hébergement pour la nuit est offert aux membres sur simple demande, dans des chambres simples mais confortables. La nourriture et l'hébergement sont fournis aux individus ou aux familles qui souhaitent visiter le temple lors de leur voyage ou qui effectuent un pèlerinage religieux. Des dispositions sont prises pour qu'un grand nombre de personnes viennent dans les temples pour des fêtes de plusieurs jours. Aucuns frais ne sont facturés pour l'hébergement ; néanmoins, la plupart des visiteurs font un don. 
Les petits temples peuvent avoir seulement deux ou trois chambres d'hôtes, mais les plus grands temples disposent de plusieurs bâtiments pouvant accueillir des centaines de pèlerins. Le temple BAPS à Amdavad, a construit un dharmashala de huit étages, qui abrite un centre médical moderne au rez-de-chaussée où les pèlerins peuvent obtenir un examen physique complet. 
De nouveaux bâtiments sont en cours de construction dans de nombreux temples, principalement pour accueillir le nombre croissant de pèlerins. »